# هنري لين
هنري لين (بالإنجليزية: Henry Lynn)‏ هو كاتب سيناريو أمريكي، ولد في 21 يوليو 1895 في بياويستوك في بولندا، وتوفي في 25 أغسطس 1984 في ميامي بيتش في الولايات المتحدة.

## وصلات خارجية
- هنري لين على موقع IMDb (الإنجليزية)